# Rasesvara
Rasesvara era uma tradição filosófica xivaísta que surgiu por volta do século I d.C. Ele defendia o uso de mercúrio para tornar o corpo imortal. Esta escola foi baseada nos textos Rasārṇava, Rasahṛidaya e Raseśvarasiddhānta, compostos por Govinda Bhagavat e Sarvajña Rāmeśvara.

## Visão geral
A Rasesvara, como muitas outras escolas de filosofia indiana, acreditava que a libertação era a identidade do eu com o Senhor Supremo Xiva e a liberdade da transmigração. No entanto, ao contrário de outras escolas, a Rasesvara pensava que a liberação só poderia ser alcançada usando mercúrio para adquirir um corpo imperecível. Por isso, eles chamaram o mercúrio de pārada ou o meio de transporte além da existência transmigratória. A libertação da alma para rasesvaras era um ato cognoscível e, portanto, para a liberação era necessário manter uma vida corporal imperecível. Eles usaram evidências bíblicas do Purusha Sukta e Puranas para apoiar esse ponto de vista.

## Uso de mercúrio
O mercúrio era sagrado para os rasesvaras, tanto que eles consideravam blasfêmias contra o mercúrio. Rasahṛidaya menciona que o mercúrio é uma criação de Xiva e Gauri, enquanto Rasārṇava considera a adoração de mercúrio mais beatífica do que a adoração de todos os símbolos do senhor supremo Xiva. Os rasesvaras descreveram dezoito métodos de tratamento de mercúrio, que pode ser aplicado tanto ao sangue quanto ao corpo.